# خانه علی اکبر یزدیان
خانه اش در شهر یزد هست ، لطفا مراجعه فرمائید